# Мащак, Иосиф Андреевич
Осип Андреевич Мащак /псевдоним Мак/ (укр. О́сип Андрі́йович Маща́к, 22 декабря 1908, Смильница, Добромильский повет Галиции в составе Австро-Венгрии (ныне Самборского района, Львовской области Украины) — 20 декабря 1976, Нью-Йорк) — один из лидеров Организации украинских националистов.
Автор «Молитвы украинского националиста» (укр. «Молитви українського націоналіста»).

## Биография
Родился в семье зажиточного крестьянина. Будучи учеником старших классов Перемышльской гимназии, распространял подпольную политическую литературу, принимая участие в «Пласте», возглавлял его в гимназии, принимал активное участие в общественно-политической жизни.
В ОУН вступил с момента её основания и возглавлял там молодёжную организацию. Создавал ячейки в Перемышльском, Дрогобычском, Городокском и других поветах Галиции.
Изучал химию во «Львовской политехника», где познакомился и подружился с С. Бандерой. В 1931 — один из организаторов и член ІІ-го Конгресса украинского студенчества, на котором был создан полулегальный Союз Украинских студенческих организаций под властью Польши (СУСОП).
После ареста С. Бандеры, с августа по декабрь 1934 — возглавил краевой провод Организации украинских националистов, стал проводником (территориальным руководителем) ОУН.
Окончить институт не смог в связи с арестом польскими властями за активную подпольную политическую деятельность.
На Львовском процессе (1936) над членами ОУН, обвиняемыми в убийствах, в том числе работника консульства СССР во Львове, советского дипломата Алексея Майлова (1933), был приговорён к 15 годам заключения. Срок отбывал в польском концлагере Берёзе-Картузской.
В связи с началом второй мировой войны, заключенные польских тюрем и лагерей в сентябре 1939 были выпущены на свободу.
Затем в связи с приближением Красной Армии, выехал на Запад — в Мюнхен, где поступил на учёбу в Украинский Технологический Хозяйственный институт на фармацевтический факультет. Окончив его в 1949, переехал в США.
Умер в Нью-Йорке.